# Pernikářka (Dejvice)
Usedlost Pernikářka se nalézá na adrese Na Pernikářce 15/59. Stojí na místě staré vinice, vznikla pravděpodobně ve stejnou dobu, jako nedaleká kaple sv. Michala, tedy v letech 1691–1700, její současný vzhled byl ovlivněn pozdně klasicistní přestavbou z roku 1861 a pozdějšími úpravami. Současný rozsáhlý areál je celý ohrazený a je tvořen několika budovami, obytným stavením, stodolou a hospodářskými objekty. V usedlosti sídlil Ústav experimentální botaniky AV ČR, v roce 2010 byla nemovitost prodána do soukromých rukou. Usedlost je památkově chráněna.

## Historie
Usedlost vznikla postupným sloučením sedmi vinic. Původní vinice Pernikářka s výměrou pouze 1,5 strychu byla pojmenována po svém majiteli Václavu Doležalovi, který byl staroměstským perníkářem - ten pozemky zdědil po ovdovělé matce v roce 1656. Po něm střídala nemovitost často majitele, podle kupní smlouvy z roku 1716 zde byla jak vinice s lisem, tak i hospodářská zvířata a náčiní. V roce 1763 došlo k připojení bývalých vinic Bečvářka a Zvonická. Dle Josefínského katastru měla nemovitost rozlohu 6 jiter. Během 18. století došlo k dalšímu rozšíření usedlosti, takže stabilní katastr eviduje rozlohu 18 jiter, majitelem v té době byl Václav Fiedler. Podle data na průčelí nemovitosti došlo v roce 1861 k došlo k přestavbě, resp. nové výstavbě nemovitosti v pozdně klasicistním stylu. V roce 1867 přikoupil tehdejší majitel Friedrich Fritsch navíc i sousední usedlost Beránka a obě usedlosti spojil.
Po první světové válce se plánovala na pozemku usedlosti výstavba vojenské nemocnice, ale tyto plány nebyly nakonec realizovány a objekt měl nadále soukromé majitele. Po druhé světové válce se objekt stal sídlem Ústavu experimentální botaniky ČSAV, sídlila zde Laboratoř interakce rostlin a patogenů. Po roce 1962 došlo k výrazným adaptacím objektů pro potřeby výzkumného ústavu. V minulosti patřila k nemovitosti také nedaleká Kaple svatého Michaela archanděla, její vlastnictví bylo teprve v roce 2008 převedeno na město.
Vlastní nemovitost koupila v roce 2010 společnost Multiprojekt vlastněná zbrojařem René Holečkem za 75 milionů korun. Ještě v roce 2008 přitom AV ČR měnila s Prahou 6  pozemky v okolí Pernikářky, tak aby získala do svého vlastnictví pozemky pod vlastní usedlostí s argumentem, že památkový objekt přestaví pro potřeby AV ČR.
Od roku 2014 je usedlost v rukou společnosti Nová Pernikářka a.s., resp. jejího člena Rudolfa Ovčaří. Nový vlastník počátkem května 2017 podstatnou část usedlosti zboural a postavil zde rodinné bydlení, přestože byl původně celý objekt památkově chráněn. Opíral se o údajné nejasnosti a nesrovnalosti v záznamech.